# L'incontro improvviso
L'incontro improvviso è un dramma giocoso in tre atti di Franz Joseph Haydn, su libretto di Karl Friberth.
La prima assoluta ebbe luogo nel Teatro del Castello di Esterháza a Fertőd, il 29 agosto 1775, in occasione della visita dell'arciduca Ferdinando, governatore di Milano, e della consorte Maria Beatrice d'Este.
Propriamente l'opera è un dramma giocoso ed esprime il gusto austriaco per la "turcheria".

## Composizione e rappresentazioni
Il libretto di Karl Friberth fu adattato e tradotto dall'opéra-comique francese di Louis Hurtaut Dancourt, già musicata da Christoph Willibald Gluck nel 1764 come La rencontre imprévue. Secondo i canoni dello stile italiano, Friberth aggiunse lunghi testi per il finale del primo e del secondo atto.
Non sono note rappresentazioni successive a quella di Eszterháza, sebbene esista una traduzione in tedesco per il teatro di Presburgo, l'odierna Bratislava.
Il musicologo danese Jens Peter Larsen scoprì la partitura autografa a Leningrado nel 1954 e l'opera fu successivamente rappresentata in russo nel 1956. Nel Regno Unito è stata messa in scena per la prima volta al festival di Camden nel 1966. La prima registrazione completa fu prodotta da Philips nel 1980 in collaborazione con l'Orchestra della Radio della Svizzera Romanda, diretta da Antal Doráti. La prima rappresentazione della traduzione tedesca fu diretta da Jakob Peter-Messer per l'opera di Wuppertal nel 2010 in cooperazione con l'Haydn-Institut di Colonia.

## Trama
Ouverture.

### Atto I
Un emporio con tutti i tipi di merci e di commestibili

Calandro e i dervisci bevono vino, fumano tabacco e cantano allegramente della loro vita di accattoni e truffatori.

Una piazza

Osmin è distratto da Calandro che chiede l'elemosina; questi facilmente persuade l'affamato Osmin a divenire un derviscio mendicante.

Una stanza del serraglio

Rezia ha notizia che il suo amore, di cui ha perso traccia da lungo tempo, è stato avvistato al Cairo e comunica la notizia a Balkis e a Dardane. 

Una piazza

Ali, solo, spiega come è fuggito in Persia e si è innamorato di Rezia. Sebbene promessa ad un altro, Rezia fugge con Ali ma finiscono separati e lei è catturata dai pirati. Ali osserva Osmin mentre il Calandro gli insegna la canzone "Castagna, castagna". Calandro riconosce Ali come principe di Balsora. Balkis saluta Ali riferendogli che una donna lo ha spiato da una finestra e desidera incontrarlo.

Una stanza con una tavola imbandita

Osmin si gode una festa quando Ali arriva con Balkis, e Ali si infuria sempre di più per l'ebbrezza di Osmin.

### Atto II
Una stanza con un divan

Dardane tenta di sedurre Ali per mettere alla prova la sua fedeltà. Rezia entra, sorprendendo Ali e Osmin. Le tre donne raccontano il viaggio sfortunato che le ha condotte al Cairo.

La stanza di Calandro

Osmin informa Calandro che l'amante di Ali è Rezia e domanda il suo aiuto per far fuggire la coppia.

Un giardino

Mentre si fanno i preparativi per un banchetto prima della fuga, Rezia e Ali cantano un duetto d'amore. L'idillio è bruscamente interrotto quando Balkis e Dardane rientrano per annunciare che il Sultano è tornato inaspettatamente dalla caccia. Tutti scappano da una scala segreta.

### Atto III
Notte. L'emporio di Calandro

La notizia della ricompensa del Sultano per chi ritrovi Rezia raggiunge Calandro, che decide di tradire la coppia per incassare la somma. Ali si traveste da pittore francese per evitare l'arresto, ma invano. Il Sultano però li perdona e condanna invece l'infido Calandro.

Un salone illuminato da candelieri

Il Sultano perdona Rezia e Ali e dà loro la sua benedizione. Su richiesta della coppia anche Calandro è graziato, ma viene bandito dal Cairo.

## Musica
Sebbene non sia il massimo successo di Haydn come compositore di opere, "L'incontro improvviso" vanta musica di alto livello e molto varia. Così come la musica "turca", le scene riuscite di Osmin e Calandro, l'aria della pittura nell'ultimo atto in cui Ali descrive un dipinto con l'aiuto dell'orchestra, l'altra aria "Senti, al buio pian" per Osmin con coloritura d'orchestra, c'è del lirismo italiano evidente nelle arie di Ali ("Deh! se in ciel pietade avete") e Rezia ("Or vicina a te").
L'atto II ha due potenti arie per i soprani; Haydn pubblicò separatamente l'aria di Rezia "Or vicino a te" nel 1783.
La superba aria del primo atto "Mi sembra un sogno" si contrappone a un trio di voci femminili con violini con sordina, corni inglesi e corni è un pezzo notevole.
La partitura prevede un'orchestra di 2 oboi (o corni inglesi), 2 fagotti, 2 tromboni, 2 corno, timpani, percussioni, violini I e II, viola, violoncello, contrabbasso e basso continuo.